# Mike West
Michael „Mike“ West (* 31. August 1964 in Kitchener, Ontario) ist ein ehemaliger kanadischer Schwimmer. Er gewann bei Olympischen Spielen je eine Silber- und Bronzemedaille und bei Panamerikanischen Spielen eine Silber- und zwei Bronzemedaillen.

## Karriere
Mike West lernte im Alter von sieben Jahren Schwimmen und begann 1977 mit dem Leistungssport. 1980 rückte er ins Nationalteam auf, wegen des Olympiaboykotts konnte er aber 1980 nicht an den Olympischen Spielen teilnehmen.
Der 1,91 m große Mike West vom ROW Swim Club in Waterloo nahm dann 1982 erstmals an internationalen Meisterschaften teil. Im August trat er bei den Weltmeisterschaften in Guayaquil an. Die kanadische 4-mal-100-Meter-Lagenstaffel mit Mike West, Victor Davis, Dan Thompson und Alexander Baumann erreichte den vierten Platz. Zwei Monate später bei den Commonwealth Games 1982 in Brisbane gewann West über 100 Meter Rücken vor seinen Landsleuten Cameron Henning und Wade Flemons. Über 200 Meter Rücken siegte Cameron Henning vor dem Australier David Orbell und Mike West. Mike West trat in Brisbane auch mit der 4-mal-100-Meter-Lagenstaffel an, diese wurde aber disqualifiziert.
Im Juli 1983 gewann Mike West bei der Universiade in Edmonton die Goldmedaille über 100 Meter Rücken, die Bronzemedaille über 200 Meter Rücken und die Silbermedaille mit der Lagenstaffel. Im August 1983 fanden in Caracas die Panamerikanischen Spiele statt. Über 100 Meter Rücken wurde West Dritter hinter Rick Carey und Dave Bottom aus den Vereinigten Staaten. Über 200 Meter Rücken siegte Rick Carey vor dem Brasilianer Ricardo Prado, Mike West gewann seine zweite Bronzemedaille.
Bei den Olympischen Spielen 1984 in Los Angeles fand zuerst der Wettkampf über 200 Meter Rücken statt. Während Cameron Henning hier die Bronzemedaille gewann, belegte Mike West als Zweiter des B-Finales den zehnten Platz in der Gesamtwertung. Über 100 Meter Rücken traten Mike West und Sandy Goss für Kanada an und erreichten auch beide das Finale. Im Endlauf gewannen mit Rick Carey und David Wilson die beiden Schwimmer aus den Vereinigten Staaten Gold und Silber, 0,14 Sekunden hinter Wilson schlug West als Dritter an. Sandy Goss, der im Vorlauf noch schneller gewesen war als Mike West, belegte im Endlauf den siebten Platz. Die kanadische Lagenstaffel mit Mike West, Victor Davis, Tom Ponting und Sandy Goss belegte den zweiten Platz hinter der US-Staffel. Die Kanadier hatten im Ziel 0,02 Sekunden Vorsprung vor den drittplatzierten Australiern.
1985 gewann West bei den Pan Pacific Swimming Championships auf beiden Rückenstrecken die Silbermedaille hinter Rick Carey. Die kanadische Lagenstaffel wurde Dritte hinter den Staffeln aus den Vereinigten Staaten und Australien. Bei der Universiade 1985 in Kōbe erschwamm Mike West noch einmal eine Bronzemedaille über 200 Meter Rücken.
Im Juli 1986 bei den Commonwealth Games in Edinburgh gewann Mike West die Goldmedaille mit der Lagenstaffel, wobei er nur im Vorlauf antrat und im Finale Mark Tewksbury auf der Rückenstrecke schwamm. Über 100 Meter Rücken siegte Mark Tewksbury vor dem Neuseeländer Paul Kingsman und Mike West. Auf der 200-Meter-Rückenstrecke belegte Mike West den fünften Platz. Zum Abschluss seiner aktiven Laufbahn verpasste Mike West bei den Weltmeisterschaften in Barcelona den Einzug ins A-Finale über 100 Meter Rücken und belegte den neunten Platz.
Mike West graduierte an der University of Waterloo und studierte dann Medizin an der Queen’s University. Er arbeitete später als Arzt in Dundas, Ontario.